# 리포 맨 (1984년 영화)
《리포 맨》(영어: Repo Man)은 미국에서 제작된 1984년 SF 블랙 코미디 영화이다. 앨릭스 콕스의 첫 장편 영화 연출작이며, 콕스가 각본도 담당하였다. 해리 딘 스탠턴, 에밀리오 에스테베즈 등이 출연하였고, 조너선 왁스 등이 제작에 참여하였다.
2009년 정신적 후속작인 《리포 칙》(Repo Chick)이 DVD로 출시되었다.

## 줄거리
로스앤젤레스 슈퍼마켓에서 창고 관리자로 일하던 펑크 록 가수 오토는 슈퍼마켓에서 해고된 후 차 압류(repossession) 대행사에서 차 회수 담당인 소위 리포 맨(“repo man”)으로 일하게 된다.
어느 날 회사에서 정체불명의 1964년형 쉐보레 말리부 회수에 차의 액면 가치를 훌쩍 뛰어넘는 2만 달러의 포상금을 걸자 다들 이 차가 마약과 관련이 있을 거라고 예상한다. 하지만 사실 이 차의 트렁크에는 방사선을 내뿜는 외계인들이 담겨 있다. 이미 추적을 시작한 정부 요원들은 물론 경쟁 업체, 재미 삼아 범죄를 저지르는 불량배들, UFO 과학자들, 텔레비전 전도사까지 이 차를 가로채려고 덤벼들면서 정신없는 일대 소동이 벌어진다.

## 출연진
- 해리 딘 스탠턴
- 에밀리오 에스테베즈
- 트레이시 월터
- 올리비아 배러시
- 사이 리처드슨
- 보네타 맥기
- 폭스 해리스
- 잰더 슐로스
- 딕 루드
- 미겔 샌도벌

## 기타 제작진
- 협력 제작: 제럴드 올슨
- 배역: 빅토리아 토머스
- 미술: J. 레이 폭스, 린다 버뱅크
- 의상: 시다 더레이머스